# Маунт-Плезант (Огайо)
Маунт-Плезант (англ. Mount Pleasant) — селище (англ. village) в США, в окрузі Джефферсон штату Огайо. Населення — 394 особи (2020).

## Географія
Маунт-Плезант розташований за координатами 40°10′33″ пн. ш. 80°47′59″ зх. д. / 40.17583° пн. ш. 80.79972° зх. д. (40.175894, -80.799656).  За даними Бюро перепису населення США в 2010 році селище мало площу 0,66 км², уся площа — суходіл.

## Демографія
Згідно з переписом 2010 року, у селищі мешкало 478 осіб у 192 домогосподарствах у складі 143 родин. Густота населення становила 724 особи/км².  Було 226 помешкань (342/км²).
Расовий склад населення:
| - 97,7 % — білих - 0,8 % — чорних або афроамериканців - 0,6 % — азіатів - 0,4 % — корінних американців |

До двох чи більше рас належало 0,4 %. Частка іспаномовних становила 0,2 % від усіх жителів.
За віковим діапазоном населення розподілялося таким чином: 20,9 % — особи молодші 18 років, 62,2 % — особи у віці 18—64 років, 16,9 % — особи у віці 65 років та старші. Медіана віку мешканця становила 44,5 року. На 100 осіб жіночої статі у селищі припадало 93,5 чоловіків;  на 100 жінок у віці від 18 років та старших — 92,9 чоловіків також старших 18 років.
Середній дохід на одне домашнє господарство  становив 57 141 долар США (медіана — 35 972), а середній дохід на одну сім'ю — 57 885 доларів (медіана — 40 833). За межею бідності перебувало 28,2 % осіб, у тому числі 55,7 % дітей у віці до 18 років та 7,0 % осіб у віці 65 років та старших.
Цивільне працевлаштоване населення становило 222 особи. Основні галузі зайнятості: освіта, охорона здоров'я та соціальна допомога — 26,1 %, роздрібна торгівля — 11,7 %, будівництво — 10,8 %.